# Червона зараза
«Червона зараза» (пол. Czerwona Zaraza) – остання поезія Юзефа Щепанського, польського поета часів Другої світової війни, який загинув під час Варшавського повстання. 
Щепанський написав цю поезію 29 серпня 1944 перед обличчям загибелі Старого міста Варшави і всього за кілька днів до своєї смерті (він помер 10 вересня). У поезії висловлювлюються гнів і розчарування викликані бездіяльністю Червоної Армії, яка вичікувала на правому березі річки Вісли на поразку повстання і знекровлення його учасників (Чекаємо на тебе, червона заразо... Ти будеш за порятунок вшанована з відразою... Чекаємо на тебе, одвічний ворог... Кривавий вбивця численних наших братів... Лягла твоя звитяжна армія, червона до стіп ясно палаючої Варшави і живить її душі кривавий біль жменька безумців, що помирають в її руїнах.).
В ПНР цей вірш знаходився під забороною. У сталінські часи «Червона зараза» стала одним з гасел антикомуністичної опозиції, володіння ним каралося позбавленням волі. 
Вірш «Червона зараза» надихнув всесвітньовідомого режисера Анджея Вайду на створення фільму «Канал».
Його фрагменти були використані у синглі польської групи Lao Che з альбому «Варшавське повстання». Також фрагменти вірша використала група De Press в альбомі «Ми були повстанцями. Пісні Проклятих солдат», до якого увійшли пісні повстанських відділів, що боролися за незалежність Польщі у 1944-1953 роках.